# 大橋純子
大橋 純子（おおはし じゅんこ、1950年〈昭和25年〉4月26日 - 2023年〈令和5年〉11月9日）は、日本の歌手。身長153cm。
所属事務所はオフィスウォーカー。所属レコード会社はフィリップス・レコード/日本フォノグラム、EPIC/SONY RECORDSを経て、最終所属はVap。
ソウルミュージック的な歌唱法を身に着けたシンガーで、圧倒的な歌唱力で知られていた。自作曲はほとんど歌わない。1970年代はニューミュージックとカテゴライズされていたが、2020年代の今日では、シティポップとして紹介されることも多い。

## 来歴

### 生い立ち
1950年、北海道夕張市で食堂を営む実家の4人兄弟の末っ子で、長女として生まれた。血液型はA型である。子供の頃より洋楽を中心とした環境で育った。1969年、北海道夕張北高等学校に進学。
1972年、藤女子短期大学に進学。放送研究会に所属しながら、北海道大学の軽音楽クラブバンドで地元の注目を集める。当初はハードロックを歌っていたが、後にセルジオ・メンデス＆ブラジル'66、ジャニス・ジョプリンなどの影響でソウルフルな歌唱に傾倒し、その頭角を現した。地元・北海道のHBCラジオで深夜放送のパーソナリティも行っていた。
1974年に上京し、ヤマハ音楽振興会でアルバイトをしながらその仲間とバンドで活動を開始する。日本人離れした歌唱力と音楽性が関係者の耳に止まり、レコード会社のオーディションを受けて合格。ヤマハ時代の関係者や古くからのミュージシャン仲間達には当時からの愛称のジュンペイと呼ばれていた。

### デビュー
1974年当時、日本フォノグラムの社内レーベルであるフィリップス・レコードより、1stアルバム『フィーリング・ナウ』でメジャー・デビュー。レコード会社と所属事務所が同じ尾崎紀世彦のライブツアーに1年間同行、幕間のサポートアクトを務めた。1970年代後半から1980年代前半にかけては、北島音楽事務所に所属した。
1976年、2ndアルバム『ペイパー・ムーン』の表題曲が最初のヒットとなる。1977年、″大橋純子&美乃家セントラル・ステイション″（ギタリストは後の一風堂の土屋昌巳）名義でバンド活動し、「シンプル・ラブ」がヒットした。
1978年、「たそがれマイ・ラブ」がTBS系ドラマ『獅子のごとく』の主題歌に採用される。大橋自身最大のヒットとなり、同年末の『第20回日本レコード大賞』（TBSテレビ・ラジオ）金賞（大賞ノミネート）を獲得。その後「サファリナイト」もヒットした。
1979年、作曲家の佐藤健と結婚。大晦日『第30回NHK紅白歌合戦』（NHK総合・ラジオ第1）へ「ビューティフル・ミー」で初出場を果たす。
1982年、前1981年11月発売の「シルエット・ロマンス」が同年に入ってからロングヒットを果たし、同年末の『第24回日本レコード大賞』（TBSテレビ・ラジオ）では最優秀歌唱賞を受賞した。

### バップ移籍後
1992年、バップ移籍第一弾・織田哲郎作曲の「愛は時を越えて」が20万枚のヒット。
2004年、デビュー30周年を記念し、アルバム『trinta』をリリース。斉藤ノヴ、土屋昌巳、中西圭三など、親交のある音楽家が参加している。
2005年、ディック・リーの楽曲提供によるシングル「残響」をリリース。
2007年、大橋自身の出身地である夕張市が財政再建団体に認定されたことを受け、夕張応援チャリティー・カバー・アルバム『Terra』をリリース。初の邦楽カバーとして、北海道出身歌手（中島みゆき、松山千春、安全地帯、DREAMS COME TRUE、YUKI、GLAY）の楽曲を歌った。
2008年、”club circuit tour”と題し、名古屋ブルーノート、ビルボードライブ大阪/東京で行っているライブツアーが恒例となる。
2009年、邦楽カバー第2弾『TERRA2』をリリース。
2010年、ニッポン放送主催『歌姫コンサート』に出演。5年ぶりのシングル「大人の恋をしましょう」がNHK『ラジオ深夜便』テーマソングに使用。初のPiano Duo Tourを名古屋ブルーノート、ビルボードライブ大阪/東京で開催。
2011年、中京テレビ主催『イナザワサウンドサーカス』出演。

### 晩年〜死去
2018年、早期食道がんと診断されたことを公表。
2019年3月に治療を終えて活動再開。5月、邦楽カバー第3弾『Terra3 〜歌は時を越えて〜』をリリース。
2023年3月、食道がんの再発を公表。コンサート活動などを中止して治療に専念した。
2023年11月9日（木曜日）午後4時14分、死去。73歳没。「夏女ソニア」でデュエット組んでいたもんたよしのりが10月18日に急死し、23日に追悼コメントを出したのが、結果的に生前最後の公的発言となった。

## ディスコグラフィー

### シングル
| 枚                                                                                        | 発売日                                                   | タイトル                                                 | B面                                                      | 規格                                                     | 規格品番                                                 |
| フィリップス・レコード（日本フォノグラム） 大橋純子 名義                                  | フィリップス・レコード（日本フォノグラム） 大橋純子 名義 | フィリップス・レコード（日本フォノグラム） 大橋純子 名義 | フィリップス・レコード（日本フォノグラム） 大橋純子 名義 | フィリップス・レコード（日本フォノグラム） 大橋純子 名義 | フィリップス・レコード（日本フォノグラム） 大橋純子 名義 |
| ----------------------------------------------------------------------------------------- | -------------------------------------------------------- | -------------------------------------------------------- | -------------------------------------------------------- | -------------------------------------------------------- | -------------------------------------------------------- |
| 1st                                                                                       | 1974年6月5日                                             | 鍵はかえして!                                            | 突然炎の如く                                             | EP                                                       | FS-1788                                                  |
| 2nd                                                                                       | 1976年5月25日                                            | ペイパー・ムーン                                         | やさしい人                                               | EP                                                       | FS-2007                                                  |
| 3rd                                                                                       | 1976年8月25日                                            | キャシーの噂                                             | 砂時計                                                   | EP                                                       | FS-2025                                                  |
| 4th                                                                                       | 1976年11月5日                                            | 坂の上の家                                               | 夜汽車よ夜汽車                                           | EP                                                       | FS-2035                                                  |
| フィリップス・レコード（日本フォノグラム） 大橋純子 & 美乃家セントラル・ステイション 名義 |                                                          |                                                          |                                                          |                                                          |                                                          |
| 5th                                                                                       | 1977年4月5日                                             | シンプル・ラブ                                           | 今シルエットのように                                     | EP                                                       | FS-2046                                                  |
| 6th                                                                                       | 1977年9月5日                                             | ミスター・スマイル                                       | ラヴィン・スプーンフル                                   | EP                                                       | FS-2069                                                  |
| 7th                                                                                       | 1978年1月5日                                             | クリスタル・シティー                                     | ファンキー・リトル・クイニー                             | EP                                                       | FS-2076                                                  |
| 8th                                                                                       | 1978年1月25日                                            | ファンキー・リトル・クイニー                             | SIMPLE LOVE (英語盤)                                     | EP                                                       | SFL-2241                                                 |
| 9th                                                                                       | 1978年4月25日                                            | スターライト・トレイン                                   | センチメンタル・レディー                                 | EP                                                       | FS-2090                                                  |
| フィリップス・レコード（日本フォノグラム） 大橋純子 名義                                  |                                                          |                                                          |                                                          |                                                          |                                                          |
| 10th                                                                                      | 1978年8月5日                                             | たそがれマイ・ラブ                                       | ラブ・マシーン                                           | EP                                                       | FS-2105                                                  |
| 11th                                                                                      | 1978年11月25日                                           | サファリ・ナイト                                         | 火のように水のように                                     | EP                                                       | FS-2124                                                  |
| フィリップス・レコード（日本フォノグラム） 大橋純子 & 美乃家セントラル・ステイション 名義 |                                                          |                                                          |                                                          |                                                          |                                                          |
| 12th                                                                                      | 1979年6月25日                                            | ビューティフル・ミー                                     | 9月になったらGOOD-BYE                                    | EP                                                       | FS-2146                                                  |
| フィリップス・レコード（日本フォノグラム） 大橋純子 名義                                  |                                                          |                                                          |                                                          |                                                          |                                                          |
| 13th                                                                                      | 1979年11月25日                                           | あなたにはわからない                                     | メルヘンの終り                                           | EP                                                       | FS-2160                                                  |
| フィリップス・レコード（日本フォノグラム） 大橋純子 & 美乃家セントラル・ステイション 名義 |                                                          |                                                          |                                                          |                                                          |                                                          |
| 14th                                                                                      | 1980年4月5日                                             | カナディアン・ララバイ                                   | 黒い瞳のリサ                                             | EP                                                       | FS-2179                                                  |
| 15th                                                                                      | 1980年7月5日                                             | OOH BOY                                                  | メリーばあさん                                           | EP                                                       | FS-2184                                                  |
| フィリップス・レコード（日本フォノグラム） 大橋純子 名義                                  |                                                          |                                                          |                                                          |                                                          |                                                          |
| 16th                                                                                      | 1980年10月25日                                           | 燃えつきて                                               | ドロップ                                                 | EP                                                       | 7PL-11                                                   |
| 17th                                                                                      | 1981年8月6日                                             | ファンタジック・ウーマン                                 | アプローズ                                               | EP                                                       | 7PL-40                                                   |
| 18th                                                                                      | 1981年11月25日                                           | シルエット・ロマンス                                     | 過ぎてきた河                                             | EP                                                       | 7PL-59                                                   |
| 19th                                                                                      | 1982年6月25日                                            | サンバ・ソレイユ                                         | 夏の嵐                                                   | EP                                                       | 7PL-74                                                   |
| 20th                                                                                      | 1982年8月25日                                            | 黄昏                                                     | ポストカード・ファンタジィ                               | EP                                                       | 7PL-92                                                   |
| 21st                                                                                      | 1982年11月25日                                           | LOST LOVE -愛の踊り場-                                   | ヴェニスの女                                             | EP                                                       | 7PL-99                                                   |
| EPIC/SONY RECORDS 大橋純子 名義                                                           |                                                          |                                                          |                                                          |                                                          |                                                          |
| 22nd                                                                                      | 1988年1月21日                                            | 眠れないダイヤモンド                                     | ある夜のWonder                                           | EP                                                       | 07・5H-397                                               |
| 22nd                                                                                      | 1988年2月26日                                            | 眠れないダイヤモンド                                     | ある夜のWonder                                           | 8cmCD                                                    | 10・8H-3013                                              |
| 23rd                                                                                      | 1988年7月21日                                            | ふたとおりの告白                                         | さよならと同じRain                                       | 8cmCD                                                    | 10・8H-3038                                              |
| 24th                                                                                      | 1988年11月21日                                           | あなたにつつまれて                                       | 台詞のない物語                                           | 8cmCD                                                    | 10・8H-3075                                              |
| Vap 大橋純子 名義                                                                         |                                                          |                                                          |                                                          |                                                          |                                                          |
| 25th                                                                                      | 1992年10月1日                                            | 愛は時を越えて                                           | クリスタル・ムーン                                       | 8cmCD                                                    | VPDC-20466                                               |
| 26th                                                                                      | 1993年4月1日                                             | 結婚                                                     | 愛しいハッピー・バースデイ                               | 8cmCD                                                    | VPDC-20491                                               |
| 27th                                                                                      | 1993年9月21日                                            | 結婚の理想と現実                                         | ビューティフル・ミー                                     | 8cmCD                                                    | VPDC-20510                                               |
| 28th                                                                                      | 1994年3月1日                                             | Rain                                                     | BLUE DESERT                                              | 8cmCD                                                    | VPDC-20531                                               |
| 29th                                                                                      | 1995年10月21日                                           | 20才の頃                                                 | For Tomorrow                                             | 8cmCD                                                    | VPDC-20630                                               |
| 30th                                                                                      | 1996年4月25日                                            | 禁じられた夢の中で                                       | もう泣いたりしない…                                      | 8cmCD                                                    | VPDC-20656                                               |
| 31st                                                                                      | 1999年8月21日                                            | メロディ                                                 | Don't Think Feel It!                                     | 8cmCD                                                    | VPDC-20791                                               |
| 32nd                                                                                      | 2002年6月5日                                             | 微笑むための勇気                                         | たそがれマイ ラブ 〜mocha・java・version〜               | Maxi                                                     | VPCC-82165                                               |
| 32nd                                                                                      | 2002年6月5日                                             | 微笑むための勇気                                         | Adieu Mon Amour                                          | Maxi                                                     | VPCC-82165                                               |
| 33rd                                                                                      | 2005年2月23日                                            | 残響                                                     | ホテル・マージナル                                       | Maxi                                                     | VPCC-82192                                               |
| 33rd                                                                                      | 2005年2月23日                                            | 残響                                                     | クリスタル・シティ                                       | Maxi                                                     | VPCC-82192                                               |
| 34th                                                                                      | 2010年11月24日                                           | 大人の恋をしましょう                                     | ボブ・ディランが流れてた                                 | Maxi                                                     | VPCC-82295                                               |

### デュエット・シングル
| 名義                         | 発売日        | タイトル     | c/w                                                                    | 規格  | 規格品番   | 発売元                       |
| ---------------------------- | ------------- | ------------ | ---------------------------------------------------------------------- | ----- | ---------- | ---------------------------- |
| もんたよしのり with 大橋純子 | 1983年4月6日  | 夏女ソニア   | ハーバーライト (もんたよしのりソロ)                                    | EP    | 7PL-117    | フィリップス・レコード       |
| 大橋純子 with もんたよしのり | 1984年6月21日 | 恋はマジック | A LOVE AFFAIR (大橋純子ソロ)                                           | EP    | 7PL-161    | フィリップス・レコード       |
| 杉山清貴 & 大橋純子          | 1997年9月1日  | LOVERS LUCK  | LOVERS LUCK (English Version) ウィークエンドはブルー (大橋純子ソロ)    | 8cmCD | VPDC-20727 | Vap                          |
| 杉山清貴 & 大橋純子          | 1997年9月1日  | LOVERS LUCK  | LOVERS LUCK (English Version) Horizon dream (symbiosis) (杉山清貴ソロ) | 8cmCD | WPD6-9152  | ダブリューイーエー・ジャパン |

### アルバム

#### オリジナル・アルバム
| 枚                                                                    | 発売日                               | タイトル                             | 規格                                 | 規格品番                             |
| フィリップス・レコード 大橋純子 名義                                  | フィリップス・レコード 大橋純子 名義 | フィリップス・レコード 大橋純子 名義 | フィリップス・レコード 大橋純子 名義 | フィリップス・レコード 大橋純子 名義 |
| --------------------------------------------------------------------- | ------------------------------------ | ------------------------------------ | ------------------------------------ | ------------------------------------ |
| 1st                                                                   | 1974年6月                            | フィーリング・ナウ                   | LP                                   | FX-8067                              |
| 1st                                                                   | 2009年6月10日                        | フィーリング・ナウ                   | CD                                   | UPCY-6527                            |
| 2nd                                                                   | 1976年5月                            | ペイパー・ムーン                     | LP                                   | FX-6054                              |
| 2nd                                                                   | 2009年6月10日                        | PAPER MOON +3                        | CD                                   | UPCY-6528                            |
| フィリップス・レコード 大橋純子 & 美乃家セントラル・ステイション 名義 |                                      |                                      |                                      |                                      |
| 3rd                                                                   | 1977年4月                            | RAINBOW                              | LP                                   | S-7007                               |
| 3rd                                                                   | 2009年6月10日                        | RAINBOW +4                           | CD                                   | UPCY-6529                            |
| 4th                                                                   | 1977年11月                           | CRYSTAL CITY                         | LP                                   | S-7028                               |
| 4th                                                                   | 2009年6月10日                        | CRYSTAL CITY +2                      | CD                                   | UPCY-6530                            |
| 5th                                                                   | 1978年6月                            | 沙浪夢 SHALOM                        | LP                                   | S-7052                               |
| 5th                                                                   | 2009年6月10日                        | 沙浪夢 +2                            | CD                                   | UPCY-6531                            |
| 6th                                                                   | 1978年12月                           | FLUSH                                | LP                                   | S-7052                               |
| 6th                                                                   | 2009年6月10日                        | FLUSH +1                             | CD                                   | UPCY-6532                            |
| 7th                                                                   | 1979年6月                            | FULL HOUSE                           | LP                                   | S-7086                               |
| 7th                                                                   | 2009年6月10日                        | FULL HOUSE +1                        | CD                                   | UPCY-6533                            |
| 8th                                                                   | 1980年4月                            | HOT LIFE                             | LP                                   | S-7100                               |
| 8th                                                                   | 2009年6月10日                        | HOT LIFE +2                          | CD                                   | UPCY-6534                            |
| フィリップス・レコード 大橋純子 名義                                  |                                      |                                      |                                      |                                      |
| 9th                                                                   | 1981年8月                            | Tea For Tears                        | LP                                   | 28PL-12                              |
| 9th                                                                   | 2009年6月10日                        | Tea For Tears +4                     | CD                                   | UPCY-6535                            |
| 10th                                                                  | 1982年6月                            | 黄昏                                 | LP                                   | 28PL-38                              |
| 10th                                                                  | 2009年6月10日                        | 黄昏 +3                              | CD                                   | UPCY-6536                            |
| 11th                                                                  | 1983年10月                           | POINT ZERO                           | LP                                   | 28PL-61                              |
| 11th                                                                  | 2009年6月10日                        | POINT ZERO +1                        | CD                                   | UPCY-6537                            |
| EPIC/SONY RECORDS 大橋純子 名義                                       |                                      |                                      |                                      |                                      |
| 12th                                                                  | 1988年1月21日                        | DEF                                  | LP                                   | 28・3H-315                           |
| 12th                                                                  | 1988年1月21日                        | DEF                                  | CT                                   | 28・6H-271                           |
| 12th                                                                  | 1988年1月21日                        | DEF                                  | CD                                   | 32・8H-150                           |
| 13th                                                                  | 1988年11月21日                       | QUESTION                             | CD                                   | 32・8H-5058                          |
| 14th                                                                  | 1990年4月21日                        | Pagoda                               | CD                                   | ESCB-1046                            |
| Vap 大橋純子 名義                                                     |                                      |                                      |                                      |                                      |
| 15th                                                                  | 1993年2月1日                         | Miscellaneous                        | CD                                   | VPCC-80484                           |
| 16th                                                                  | 1994年3月1日                         | Blue Desert                          | CD                                   | VPCC-81047                           |
| 17th                                                                  | 1995年10月1日                        | For Tomorrow                         | CD                                   | VPCC-81107                           |
| 18th                                                                  | 1996年9月1日                         | 東京DAZE                             | CD                                   | VPCC-81169                           |
| 19th                                                                  | 1999年8月21日                        | Time Flies                           | CD                                   | VPCC-81308                           |
| 20th                                                                  | 2001年8月22日                        | QUARTER                              | CD                                   | VPCC-81393                           |
| 21st                                                                  | 2003年6月4日                         | June                                 | CD                                   | VPCC-81460                           |
| 22nd                                                                  | 2004年4月21日                        | trinta                               | CD                                   | VPCC-81478                           |

#### セルフカバー・アルバム
| 枚                | 発売日            | タイトル          | 規格              | 規格品番          |
| Vap 大橋純子 名義 | Vap 大橋純子 名義 | Vap 大橋純子 名義 | Vap 大橋純子 名義 | Vap 大橋純子 名義 |
| ----------------- | ----------------- | ----------------- | ----------------- | ----------------- |
| 1st               | 1993年9月21日     | NEO HISTORY       | CD                | VPCC-81016        |
| 2nd               | 2014年6月18日     | LIVE LIFE         | CD                | VPCC-81806        |

#### カバー・アルバム
| 枚                | 発売日            | タイトル                                           | 規格              | 規格品番          |
| Vap 大橋純子 名義 | Vap 大橋純子 名義 | Vap 大橋純子 名義                                  | Vap 大橋純子 名義 | Vap 大橋純子 名義 |
| ----------------- | ----------------- | -------------------------------------------------- | ----------------- | ----------------- |
| 1st               | 1994年11月2日     | J'selection Vol.1                                  | CD                | VPCC-81065        |
| 2nd               | 1995年12月1日     | J'selection Vol.2 Bossa Nova 〜tribute to sergio〜 | CD                | VPCC-81146        |
| 3rd               | 1996年12月1日     | J'selection Vol.3 LOVE SONGS                       | CD                | VPCC-81194        |
| 4th               | 2007年7月19日     | Terra                                              | CD                | VPCC-81568        |
| 5th               | 2009年6月10日     | TERRA2                                             | CD                | VPCC-81638        |
| 6th               | 2019年5月22日     | Terra3〜歌は時を越えて〜                           | CD                | VPCC-86247        |

#### ベスト・アルバム
| 枚                                                                      | 発売日                               | タイトル                                                  | 規格                                 | 規格品番                             |
| フィリップス・レコード 大橋純子 名義                                    | フィリップス・レコード 大橋純子 名義 | フィリップス・レコード 大橋純子 名義                      | フィリップス・レコード 大橋純子 名義 | フィリップス・レコード 大橋純子 名義 |
| ----------------------------------------------------------------------- | ------------------------------------ | --------------------------------------------------------- | ------------------------------------ | ------------------------------------ |
| 1st                                                                     | 1978年4月                            | スペシャル・ブレンド・アルバム                            | LP                                   | S-7042                               |
| 2nd                                                                     | 1978年11月                           | たそがれマイ・ラプ                                        | LP                                   | S-7069                               |
| 3rd                                                                     | 1979年11月                           | MOTION & EMOTIONS                                         | LP                                   | 16Y-21                               |
| 4th                                                                     | 1982年6月                            | MINDS                                                     | LP                                   | 28PL-32                              |
| 5th                                                                     | 1984年7月                            | MAGICAL                                                   | LP                                   | 28PL-79                              |
| 6th                                                                     | 1986年1月25日                        | ストーリー                                                | CD                                   | 32LD-56                              |
| 7th                                                                     | 1989年8月15日                        | 大橋純子/THE BEST                                         | CD                                   | PLD-8011                             |
| 8th                                                                     | 1993年5月26日                        | 大橋純子 NEW BEST                                         | CD                                   | PHCL-2016                            |
| マーキュリー・ミュージックエンタテインメント 大橋純子 名義              |                                      |                                                           |                                      |                                      |
| 9th                                                                     | 1996年11月21日                       | スペシャル 1800                                           | CD                                   | PHCL-4005                            |
| Vap 大橋純子 名義                                                       |                                      |                                                           |                                      |                                      |
| 10th                                                                    | 1998年12月5日                        | THE BEST SONGS OF JUNKO OHASHI                            | CD                                   | VPCC-84140                           |
| マーキュリー・ミュージックエンタテインメント 大橋純子 名義              |                                      |                                                           |                                      |                                      |
| 11th                                                                    | 1999年6月30日                        | TREASURE COLLECTION 大橋純子                              | CD                                   | PHCL-1022                            |
| キティMME 大橋純子 名義                                                 |                                      |                                                           |                                      |                                      |
| 12th                                                                    | 2001年12月19日                       | スーパー・バリュー/大橋純子                               | CD                                   | UMCK-8510                            |
| ユニバーサルミュージック 大橋純子 名義                                  |                                      |                                                           |                                      |                                      |
| 13th                                                                    | 2003年11月26日                       | ゴールデン☆ベスト 大橋純子 シングルス                     | CD                                   | UICZ-6029                            |
| ユニバーサルミュージック 大橋純子 & 美乃家セントラル・ステイション 名義 |                                      |                                                           |                                      |                                      |
| 14th                                                                    | 2005年9月14日                        | CD&DVD THE BEST 大橋純子 & 美乃家セントラル・ステイション | CD                                   | UPCY-6096                            |
| ユニバーサルミュージック 大橋純子 名義                                  |                                      |                                                           |                                      |                                      |
| 15th                                                                    | 2006年1月18日                        | プライム・セレクション 大橋純子                           | CD                                   | UPCY-9040                            |
| 16th                                                                    | 2006年8月30日                        | ベストヒット&カラオケ 大橋純子                            | CD                                   | UPCY-6178                            |
| 17th                                                                    | 2007年1月17日                        | 大橋純子 ベスト10                                         | CD                                   | UPCY-9079                            |
| 18th                                                                    | 2007年12月19日                       | 大橋純子 エッセンシャル・ベスト                           | CD                                   | UPCY-9136                            |
| 19th                                                                    | 2009年3月18日                        | ザ・プレミアムベスト 大橋純子                             | CD                                   | UPCY-6513                            |
| 20th                                                                    | 2009年6月10日                        | Complete Single Best                                      | CD                                   | UPCY-6525/6                          |
| Sony Music Direct 大橋純子 名義                                         |                                      |                                                           |                                      |                                      |
| 21st                                                                    | 2009年6月10日                        | GOLDEN☆BEST 大橋純子 ソニーミュージック・イヤーズ         | CD                                   | MHCL-1530/1                          |
| ユニバーサルミュージック 大橋純子 名義                                  |                                      |                                                           |                                      |                                      |
| 22nd                                                                    | 2014年8月6日                         | Light Mellow 大橋純子                                     | CD                                   | UPCY-6900                            |
| 23rd                                                                    | 2018年3月21日                        | エッセンシャル・ベスト 1200 大橋純子                      | CD                                   | UPCY-7480                            |

### タイアップ曲
| 楽曲                     | タイアップ                                                                                  | 収録作品                             |
| ------------------------ | ------------------------------------------------------------------------------------------- | ------------------------------------ |
| 坂の上の家               | フジテレビドラマ『娘の結婚』主題歌                                                          | シングル「坂の上の家」               |
| たそがれマイ・ラブ       | TBS系3時間ドラマ『獅子のごとく』主題歌                                                      | シングル「たそがれマイ・ラブ」       |
| カナディアン・ララバイ   | National ルームエアコン CFソング                                                            | シングル「カナディアン・ララバイ」   |
| ファンタジック・ウーマン | とらばーゆ TV-CFソング                                                                      | シングル「ファンタジック・ウーマン」 |
| アプローズ               | 関西テレビ・フジテレビ系列ドラマ『闇を斬れ』主題歌                                          | シングル「ファンタジック・ウーマン」 |
| シルエット・ロマンス     | サンリオ出版 CFソング                                                                       | シングル「シルエット・ロマンス」     |
| 過ぎてきた河             | フジテレビ系ドラマ『嫁がず、出もどり、小姑』主題歌                                          | シングル「シルエット・ロマンス」     |
| 夏女ソニア               | コーセー化粧品 '83夏のキャンペーンテーマソング                                              | シングル「夏女ソニア」               |
| 恋はマジック             | ホンダ『タクティ』CFソング                                                                  | シングル「恋はマジック」             |
| 愛は時を越えて           | 日本テレビ系ドラマ『外科医・有森冴子II』主題歌                                              | シングル「愛は時を越えて」           |
| 結婚                     | フジテレビ系妻たちの劇場『家族あわせ2』テーマソング                                         | シングル「結婚」                     |
| 結婚の理想と現実         | フジテレビ系妻たちの劇場『砂の上の家』テーマソング                                          | シングル「結婚の理想と現実」         |
| Rain                     | 日本テレビ系『知ってるつもり?!』エンディングテーマ                                          | シングル「Rain」                     |
| 20才の頃                 | テレビ朝日系『紺野美沙子の科学館』エンディングテーマ                                        | シングル「20才の頃」                 |
| あなたしか見えない       | 日本テレビ系プロレス実況中継番組『全日本プロレス中継30』1995年1月 - 5月期エンディングテーマ | アルバム『Blue desert』              |
| 禁じられた夢の中で       | 東海テレビ・フジテレビ系『幸福の予感』主題歌                                                | シングル「禁じられた夢の中で」       |
| LOVERS LUCK              | 日本テレビ系『ザ・ワイド』エンディングテーマ                                                | シングル「LOVERS LUCK」              |
| 二人のアフタヌーン       | TBS系『噂の!東京マガジン』エンディングテーマ                                                | アルバム『June』                     |

## 賞歴
- 1977年 第3回マジョルカ世界音楽祭「シンプル・ラブ」第3位入賞。
- 1977年 東京音楽祭国内大会「シンプル・ラブ」シルバー・カナリー賞受賞。
- 1977年 第6回東京音楽祭世界大会「シンプル・ラブ」外国審査員団賞受賞。
- 1978年 第20回日本レコード大賞「たそがれマイ・ラブ」金賞受賞。
- 1979年 第8回東京音楽祭世界大会「ビューティフル・ミー」最優秀歌唱賞受賞。
- 1979年 第1回TBC世界歌謡祭「ビューティフル・ミー」（英語バージョン）グランプリ受賞。(韓國, ソウル)
- 1982年 第24回日本レコード大賞「シルエット・ロマンス」最優秀歌唱賞受賞。
- 1992年 第34回日本レコード大賞「愛は時を越えて」編曲賞受賞。
- 2023年 第65回日本レコード大賞特別功労賞受賞[18]

## テレビ番組
- ザ・ベストテン (TBS)
- ミュージックフェア（フジテレビ）
- はなまるマーケット殺人事件（2000年3月10日、TBS）- 食堂の店員 役
- NHK歌謡コンサート（2009年8月25日ほか、NHK総合）
- 青春のポップス (NHK総合）
- HEY!HEY!HEY!（フジテレビ）
- BS日本のうた、新・BS日本のうた（NHK BSプレミアム）
- J-POP・永遠の80'S（NHK BS2）
- 時代が選んだNO.1 永遠の名曲歌謡祭（テレビ朝日）

### NHK紅白歌合戦出場歴
| 年度/放送回                | 回 | 曲目                 | 出演順 | 対戦相手             |
| -------------------------- | -- | -------------------- | ------ | -------------------- |
| 1979年（昭和54年）/ 第30回 | 初 | ビューティフル・ミー | 07/23  | サザンオールスターズ |

注意点
- 出演順は「出演順/出場者数」で表す。

## ラジオ番組
- 大橋純子の空翔ぶじゅうたん（1981年 - 1982年、東北放送）
- ヤング コネクション ポップアイランド（ラジオ関西）
- 大橋純子のロマンスをあなたへ（RSKラジオ他。先述の事情から、2018年3月いっぱいで休止扱いに。）
- O-toneたちのBetter Days（2007年4月 - 毎週土曜、AIR-G'）

## 著書
- 「わがままでなければ愛せない ～ Time Flies ～」（1999年9月 音楽之友社）